# Hochschule für Gestaltung Schwäbisch Gmünd

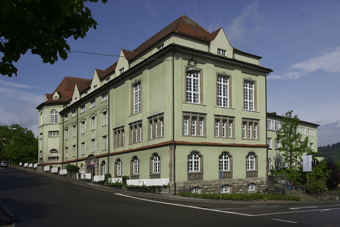
Bâtiment central de l'école

Hochschule für Gestaltung Schwäbisch Gmünd, ou HfG Schwäbisch Gmünd, est une école d'enseignement supérieure (Hochschule) publique dans le domaine des arts appliqués, dont le graphisme, le design et la communication visuelle. Elle est située dans la ville de Schwäbisch Gmünd, dans le Land de Bade-Wurtemberg, en Allemagne. Elle a été fondée en 1776 et était à l'origine une école de dessin.